# Salmos de Asafe
Os Livros de Salmos de Asafe (em hebraico:  לְאָסָף) são 12, a saber 50 (Livro II) e 73-83 (Livro III). Foram compostos nos territórios ao norte de Israel durante os tempos bíblicos. A redação foi feita após 722 a.C., mas permaneceram aparentemente intactos durante o período pós-exílica. Asafe é um personagem com origem e identidade ambíguo, e há grande dificuldade em saber se é ou não um progenitor identificável com este nome de família.

## Identidade de Asafe
- Ver Asafe